# Централноафриканска империя
Централноафриканската империя (на френски: Empire Centrafricain, съкратено ЦАИ) е държава, съществувала на територията на Централноафриканската република от 4 декември 1976 г. до 21 септември 1979 г.

## Предистория
На 1 декември 1958 г., в резултат на френския конституционен референдум, колонията Убанги-Шари е трансформирана в Централноафриканска република, начело с министър-председателя Бартелеми Боганда, който се ползва с голям авторитет и влияние в страната като „баща-основател“. На 29 март 1959 г. самолетът му се разбива и той загива.
Смъртта на Боганда предизвиква борба за власт, която е спечелена от близък роднина и съюзник на покойния премиер Дейвид Дако, който получава подкрепата на метрополията и местните европейски предприемачи. След преговори с Франция, на 13 август 1960 г., страната получава пълна независимост и Дако става неин първи президент. Новият президент започва да провежда все по-авторитарна политика, което води до приемането от Народното събрание на нова конституция на Централноафриканската република (ЦАР). Република, която консолидира президентския режим и еднопартийната система на власт. Набъбналият държавен апарат довежда до всеобхватна корупция и влошаване на икономическата ситуация.
През 1962 г. Жан-Бедел Бокаса, като роднина на президента, получава поста „главнокомандващ на армията“. Огромната суета на Бокаса ядосва Дако. През 1965 г. на официален прием на чуждестранни посланици Дако казва: „Полковник Бокаса е обсебен само от желанието да събира медали, той е твърде глупав, за да направи преврат“.
Отношенията между тях се влошават всяка година. След отказа на президента да отдели повече средства за издръжката на армията и в същото време увеличаване на разходите за жандармерията, Бокаса решава да направи преврат, но се страхува от съпротивата на правоприлагащите органи и възможната френска намеса. Въпреки това, под влиянието на своя колега капитан Александър Банц, Бокаса все пак се противопоставя на Дако. В навечерието на Нова година на 1966 г. путчистите завземат най-важните обекти в Банги и арестуват Дако. Тези събития биват наречени „Превратът на св. Силвестър“. На 1 януари Бокаса се провъзгласява за президент на Централноафриканската република, като също така заема няколко ключови министерски поста. На 4 и 8 януари са издадени конституционни актове, които провъзгласяват Бокаса за единствен носител на изпълнителната власт и му дават право да издава извънредни наредби. През 1972 г. Бокаса е провъзгласен за пожизнен президент. На 4 декември 1976 г. на извънредния конгрес на партията „Движение за социалната еволюция на Суб-Африка“ Централноафриканската република е провъзгласена за империя, а президентът е бива провъзгласен за император. Приета е нова конституция. Точно една година по-късно, на 4 декември 1977 г., се състои тържествената коронация на Бокаса. Така Централноафриканската република постепенно се трансформира от суперпрезидентска република в монархия.

## Край
Приемайки титлата император, която във всички аспекти е необичайна за етническите групи, населяващи страната, и стремейки се към абсолютно неограничена власт в контролирания „център“, Бокаса нарушава крехкия баланс на политическата стабилност в страната, нарушава връзката между хората и държавата. Влошаването на икономическата ситуация, периодичните репресии предизвикват недоволство сред хората. Режимът се дискредитира, като обнародва указ, изискващ всички ученици в Банги да идват на училище само със специална униформа, чиято цена е извън обсега на много родители. Възникналите вълнения са жестоко потушени, което предизвиква голям резонанс в страната и чужбина. През април 1979 г. повече от сто ученици и студенти загиват в столичния затвор, поради което във Франция монархът е наречен „палача на Банги“. Дори най-близките му съратници се обръщат срещу него. Не желаейки да се появи в очите на световната общност като партньор на имперския режим, Франция решава да организира превратна операция под кодовото име „Баракуда“. В същото време ЦАИ спира да предоставя всякаква помощ, освен хуманитарна, а френските медии започват кампания срещу Бокаса, като същевременно отбелязват факта, че ръководството на страната го смята за тиранин. На 20 и 21 септември 1979 г., по време на отсъствието на императора, който е в Либия, отряд френски парашутисти кацат в Банги и окупират президентския дворец и радиостанцията, без да срещнат никаква съпротива. Бившият президент Дако, който пристига с войските, обявява възстановяването на републиката и себе си като държавен глава. Цялото имущество на императорското семейство е конфискувано, а самият монарх бяга в Кот д'Ивоар , където получава политическо убежище. По този начин към края на 1979 г. Централноафриканската империя престава да съществува.